# Unione Patriottica (Liechtenstein)
L'Unione Patriottica (in tedesco Vaterländische Union - VU) è un partito politico liechtensteinese di orientamento cristiano-democratico.

## Risultati elettorali
| Elezione                 | Voti   | %     | Seggi   |
| ------------------------ | ------ | ----- | ------- |
| Parlamentari 1974        | 16.356 | 47,26 | 7 / 15  |
| Parlamentari 1978        | 18.244 | 49,15 | 8 / 15  |
| Parlamentari 1982        | 20.997 | 53,47 | 8 / 15  |
| Parlamentari 1986        | 46.793 | 50,19 | 8 / 15  |
| Parlamentari 1989        | 75.417 | 47,15 | 13 / 25 |
| Parlamentari 1993 (Feb.) | 73.217 | 45,43 | 11 / 25 |
| Parlamentari 1993 (Ott.) | 78.898 | 50,12 | 13 / 25 |
| Parlamentari 1997        | 82.786 | 49,30 | 13 / 25 |
| Parlamentari 2001        | 76.402 | 41,35 | 11 / 25 |
| Parlamentari 2005        | 74.162 | 38,23 | 10 / 25 |
| Parlamentari 2009        | 95.219 | 47,61 | 13 / 25 |
| Parlamentari 2013        | 65.118 | 33,55 | 8 / 25  |
| Parlamentari 2017        | 65.742 | 33,73 | 8 / 25  |
| Parlamentari 2021        | 72.361 | 35,89 | 10 / 25 |
| Parlamentari 2025        | 79.478 | 38,32 | 10 / 25 |